# Sun River Terrace (Illinois)
Sun River Terrace es una villa ubicada en el condado de Kankakee en el estado estadounidense de Illinois. En el Censo de 2010 tenía una población de 528 habitantes y una densidad poblacional de 361,46 personas por km².

## Geografía
Sun River Terrace se encuentra ubicada en las coordenadas 41°7′24″N 87°44′00″O / 41.12333, -87.73333. Según la Oficina del Censo de los Estados Unidos, Sun River Terrace tiene una superficie total de 1.46 km², de la cual 1.46 km² corresponden a tierra firme y (0.18%) 0 km² es agua.

## Demografía
Según el censo de 2010, había 528 personas residiendo en Sun River Terrace. La densidad de población era de 361,46 hab./km². De los 528 habitantes, Sun River Terrace estaba compuesto por el 8.33% blancos, el 86.55% eran afroamericanos, el 0.19% eran amerindios, el 0% eran asiáticos, el 0% eran isleños del Pacífico, el 3.22% eran de otras razas y el 1.7% pertenecían a dos o más razas. Del total de la población el 4.92% eran hispanos o latinos de cualquier raza.